# Ползунков
«Ползунко́в» — рассказ русского писателя XIX века Фёдора Михайловича Достоевского, написанный во второй половине 1847 года для публикации в «Иллюстрированном альманахе» Николая Алексеевича Некрасова и Ивана Ивановича Панаева. Альманах был запрещён николаевской цензурой из-за произведений других авторов. Впервые рассказ был опубликован только в 1883 году при издании полного собрания сочинений Достоевского критиком Николаем Страховым.

## Замысел и создание
Замысел будущего произведения мог возникнуть у Достоевского ещё в 1846 году. В апреле 1846 года выходит альманах «Первое апреля», предисловие к которому Достоевский пишет совместно с Дмитрием Григоровичем. Там же они вместе с Николаем Некрасовым публикуют совместное произведение «Как опасно предаваться честолюбивым снам». Исследователи полагают, что именно тогда и возникла идея, ставшая центральной темой в сюжете рассказа, сделать первоапрельскую шутку главного героя роковой в его жизни.
25 июня 1847 года Николай Некрасов сообщил Виссариону Белинскому, Павлу Анненкову и Ивану Тургеневу о том, что в приложении к десятому или одиннадцатому номеру журнала «Современник» собирается выпустить «Иллюстрированный альманах». Некрасов разослал нескольким авторам, в том числе Достоевскому, приглашение принять участие в альманахе.
В конце августа 1847 года Достоевский в письме к Некрасову пообещал предоставить необходимый рассказ к 1 января 1848 года. Но уже в середине декабря писатель сообщил, что успел завершить работу к началу месяца и передал рассказ в редакцию журнала «Современник». Объявление о предстоящем издании «Иллюстрированного альманаха» в февральском номере «Современника» за 1848 год показывает, что сначала произведение планировалось назвать «Рассказ Плисмылькова». Однако, в напечатанных экземплярах рассказ уже назывался «Ползунков». В переписке издательства с Санкт-Петербургским цензурным комитетом отмечалось также возможное название «Шут».

## История публикации

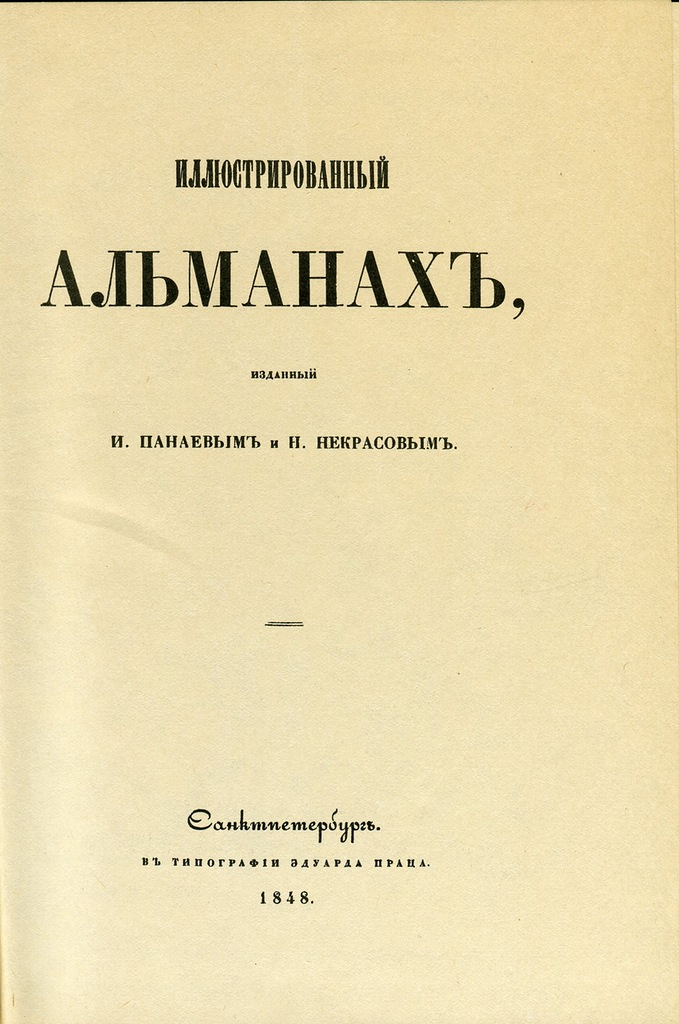
Титульный лист «Иллюстрированного альманаха»

Изначально «Иллюстрированный альманах» цензуровал Амплий Очкин, разрешивший его печатание весной 1848 года. Публикацию «Ползункова» сопровождали четыре рисунка Павла Федотова. Из-за задержек в работе типографии и гравёров, иллюстрировавших альманах, выпуск в то время не состоялся. В конце августа 1848 года Иван Панаев, соредактор Некрасова, повторно обратился за разрешением цензуры. В сентябре будущий альманах просматривал уже цензор А. Л. Крылов, запретивший его издание из-за повестей «Лола Монтес» Александра Дружинина и «Семейство Тальниковых» Авдотьи Панаевой. К этому времени требования цензуры усилились из-за революции во Франции. По мнению чиновника, из-за этих двух повестей альманах может оказать «влияние на умы читателей самое неблагоприятное», так как демонстрируется «увлечение теми идеями, которые… подготовляли юную Францию и Германию». При этом рассказ Достоевского и остальные произведения альманаха «могли бы сами по себе, с небольшими разве изменениями, доставить чтение довольно безукоризненное».
Панаев продолжил добиваться разрешения для публикации альманаха, и 14 декабря 1848 года Санкт-Петербургский цензурный комитет разрешил ему выпуск нового сборника, в котором можно было использовать ряд произведений, написанных для «Иллюстрированного альманаха». Рассказ Достоевского тоже попал в число разрешённых. В марте 1849 года выходит «Литературный сборник», но рассказ Достоевского там напечатан не был, как предполагают исследователи, из-за осложнившихся отношений между Достоевским и «Современником». Отмечается также, что Некрасову данный рассказ не понравился изначально. В результате принятая редакцией «Современника» рукопись Достоевского осталась неизвестной читателям даже после разрешения цензуры.
Сохранилось лишь несколько отпечатанных экземпляров «Иллюстрированного альманаха», разрешённого Очкиным, с рассказом Достоевского. Издатель «Современника» Иван Панаев вынужден был дать письменное обязательство цензурному комитету не распространять ни одного экземпляра данного издания, оговорил при этом отсутствие своей вины за несколько ранее распространённых номеров альманаха при его первоначальном разрешении цензурой. В результате, «Иллюстрированный альманах» стал библиографической редкостью, а читатели унали о существовании рассказа «Ползунков» только в 1883 году после издания полного собрания сочинений Достоевского критиком Николаем Страховым.

## Главный герой
Образ бедняка-шута впервые возник у Достоевского в майском фельетоне «Петербургской летописи» 1847 года. Ползунков представляет собой развитие данного образа. Из угодничества данный персонаж готов выглядеть шутом. Однако, под шутовской маской скрывается обида и горечь Ползункова от ощущения своего унижения, что в итоге приводит к злости по отношению к окружающим. Речь Ползункова напряжена, насыщена каламбурами и прерывается нервными паузами.
Стремления Ползункова противоречивы. Ему свойственна амбиция и чувство униженного человеческого достоинства. По мнению Достоевского, амбициозная мнительность и болезненно обострённое самолюбие характерны для подвергающихся унижению из-за социального неравноправия самолюбивых людей. Комментаторы предполагают, что именно эта тема могла, в числе прочих, обсуждаться Достоевским на собраниях петрашевцев, поскольку в его показаниях следственной комиссии имеются следующие свидетельства: «Я хотел доказать, что между нами более амбиции, чем настоящего человеческого достоинства, что мы сами впадаем в самоумаление, в размельчение личности от мелкого самолюбия, от эгоизма и от бесцельности занятий».

## Сюжет

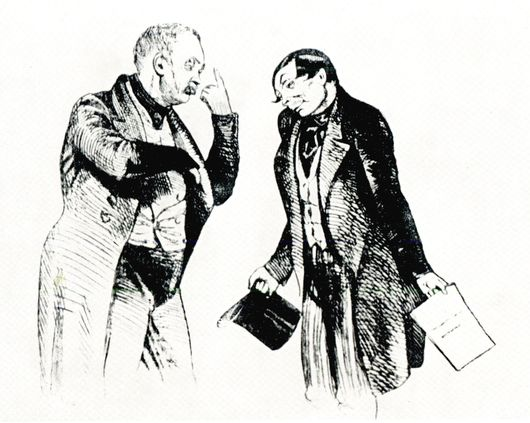
«Хотя я никогда не брал взяток, но в этот раз грешен: положил в карман взятку…
Ну, что делать! Я этак развёл из приличия руки, голову на сторону…» Худ. П. А. Федотов

Осип Михайлович Ползунков в многолюдном собрании петербургского чиновничьего общества обращает на себя всеобщее внимание своими экспрессивными манерами, желанием быть в центре происходящего и необыкновенной шутовской наружностью, контрастировавшей с его почти изысканным одеянием. Он предлагает обществу выслушать его рассказ о крупном чиновнике Федосее Николаевиче, для чего взбирается на стул и начинает многословное повествование, перебиваемое собственными каламбурами и едкими замечаниями слушателей о самом рассказчике.
Из рассказа Ползункова можно понять, что он сватался к дочери Федосея Николаевича Марье Федосеевне, но, не став наследником богатого родственника-юнкера, получил отставку у Федосея Николаевича и его жены Марьи Фоминишны. В отместку за это Ползунков уличил своего начальника, которым и был Федосей Николаевич, во взятках и написал донос на него. Федосей Николаевич решил вернуть к себе расположение своего сотрудника: в обмен на обещание молчать Ползунков получил от начальника полторы тысячи рублей серебром, после чего ему вновь открылись двери желанного дома и путь к сердцу невесты. Начались приготовления к свадьбе, однако Ползунков решил зло подшутить над будущим тестем: в виде первоапрельской шутки он подал прошение об отставке, что было воспринято будущим тестем как продолжение попыток Ползункова его дискредитировать.
Недоразумение вскоре разъяснилось, и после нового примирения Федосей Николаевич под благовидным предлогом забрал у Ползункова полторы тысячи рублей обратно, а затем окончательно уволил со службы растерявшегося молодого человека, использовав для этого его шуточную просьбу об отставке. У Ползункова к этому времени не осталось никаких компрометирующих Федосея Николаевича материалов, и в результате своей первоапрельской шутки он лишился и службы, и невесты, и полутора тысяч. Таким образом, сюжет рассказа представляет собой обычный фарс или водевиль, перемежаемый множеством каламбуров: «бабушка моя была вполне замкнутая: она была слепа, нема, глуха, глупа, — всё что угодно!…», «на большую ногу жил, затем, что руки были длинны», «он волею Божию помре, а завещание-то совершить всё в долгий ящик откладывал; оно и вышло так, что ни в каком ящике его не отыскали потом…» и т. д.

## Жанровые особенности

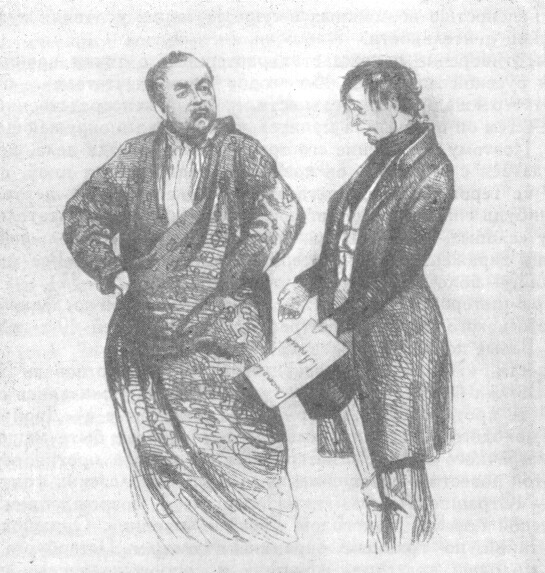
Ползунков и Федосей Николаич. Иллюстрация П. А. Федотова. «Иллюстрированный альманах». 1848

Рассказ «Ползунков» близок к «физиологическому очерку», таким произведениям как «Петербургские шарманщики» Дмитрия Григоровича, «Гробовой мастер» Александра Башуцкого или «Петербургский фельетонист» Ивана Панаева. Однако, в данном произведении Достоевским рассматривается не какой-либо устойчивый социальный или профессиональный тип, а отдельно взятые нравственные свойства, психология и характер личности, не укладывающейся в привычные социальные рамки.

## Влияние на другие произведения
Самоуничижение и вышучивание самого себя вместе с горечью от сознания своей неприглядной роли вызывают в Ползункове сословную неприязнь к начальству, к вышестоящим чиновникам. Эта черта характера в поздних произведениях Достоевского проявляется в образах Ежевикина и Фомы Опискина из повести «Село Степанчиково и его обитатели», Мармеладова из романа «Преступление и наказание», героя «Записок из подполья», капитана Снегирёва и Фёдора Павловича Карамазова из романа «Братья Карамазовы». Карамазов-старший так трактовал свою роль: «Мне всё так и кажется…, что меня за шута принимают, так вот давай же я и в самом деле буду шутом, не боюсь ваших мнений! Вот почему я и шут по злобе, от мнительности. Я от мнительности буяню».